# Pazayac
Pazayac (okzitanisch Pasaiac) ist ein Ort und eine aus mehreren Weilern (hameaux) und Einzelgehöften bestehende Gemeinde mit 803 Einwohnern (Stand: 1. Januar 2022) im äußersten Osten des südfranzösischen Départements Dordogne in der Region Nouvelle-Aquitaine. Die Bewohner werden Pazayacois und Pazayacoises genannt.

## Lage
Pazayac liegt circa einen Kilometer südlich des Flusses Vézère im äußersten Osten nahe der Grenze zum Département Corrèze in einer Höhe von ca. 118 m ü. d. M. Die Stadt Périgueux liegt ca. 70 km (Fahrtstrecke) westlich und Brive-la-Gaillarde ca. 15 km nordöstlich. Das Klima ist gemäßigt und wird gleichermaßen vom Atlantik und von den Bergen des Zentralmassivs beeinflusst.

## Bevölkerungsentwicklung
| Jahr      | 1800 | 1851 | 1901 | 1954 | 1999 | 2014 | 2020 |
| Einwohner | 566  | 583  | 507  | 414  | 574  | 839  | 850  |

Der kontinuierliche Bevölkerungsrückgang in der ersten Hälfte des 19. Jahrhunderts ist im Wesentlichen auf die Reblauskrise im Weinbau und die zunehmende Mechanisierung der Landwirtschaft sowie den jeweils damit einhergehenden Verlust an Arbeitsplätzen zurückzuführen. Der erneute Bevölkerungsanstieg gegen Ende der Jahrtausendwende hängt mit der Nähe zur Stadt Brive zusammen.

## Wirtschaft
Die Böden des Ortes und seiner Umgebung waren bis zum 6. Jahrhundert Sumpfland (marécage); nach dessen Urbarmachung durch die Mönche der nahegelegenen Benediktinerabtei von Terrasson ließen sich erst ganz allmählich Menschen hier nieder, die als Selbstversorger von den Erträgen ihrer Felder und Gärten lebten, wobei auch Viehzucht und ein wenig Weinbau betrieben wurden. Im Ort selbst siedelten später auch Handwerker, Kleinhändler und Dienstleister. Seit den 1960er Jahren werden einige leerstehende Häuser als Ferienwohnungen (gîtes) genutzt.

## Geschichte
Antike Spuren wurden nicht entdeckt. Die Gründung der ersten kleinen Ansiedlung geht auf die Initiative des später als heilig verehrten Abtes Saint-Sour der im 6. Jahrhundert gegründeten Abtei von Terrasson zurück; die Existenz einer Kirche ist jedoch erst für das 14. Jahrhundert nachweisbar. Noch etwa ein Jahrhundert später entstand eine Burg (château), dessen Abriss im 19. Jahrhundert unter anderem den Hintergrund für den Roman Jacquou le Croquant von Eugène Le Roy gebildet hat.

## Sehenswürdigkeiten
- Die einschiffige Kirche Saint-Blaise entstammt dem ausgehenden Mittelalter, doch wurde sie im 18. Jahrhundert in großen Teilen erneuert und erhielt einen Eingangsbereich mit einem Glockengiebel im klassizistischen Stil. In der Außenwand befinden sich zwei Arkosolgräber, von denen jedoch eines zugemauert wurde.
- Am Ortseingang befindet sich ein überdachter Waschplatz (lavoir) aus dem 19. Jahrhundert.